# Limanul Șagani
Limanul Șagani (în rusă Шаганы, în ucraineană Шагани) este un liman sărat din Bugeac, pe teritoriul de azi al regiunii Odesa din Ucraina, fiind separat de Marea Neagră printr-un dig îngust de nisip. Suprafața lacului se află pe teritoriul Raionului Tatarbunar. 
Limanul Șagani este înscris pe lista zonelor umede de importanță internațională a Convenției de la Ramsar (1971), făcând parte din Sistemul de lacuri Șagani-Alibei-Burnas, cu o suprafață protejată de 190 km². Lacul Șagani face parte din Parcul Natural Național „Limanurile Tuzlei”. 

## Geografie
Bazinul limanului are o formă rotundă. Malurile sale sunt abrupte, cu excepția celor din partea de sud. În partea de est, limanul Șagani este legat de limanul Alibei.
Este unul dintre cele mai mari limanuri din Regiunea Odesa, având o suprafață de 78.4 km². Are o lungime de 11 km, iar lățimea maximă este de 10 km. Adâncimea maximă este de 2.3 m.

## Hidrografie
Ca toate limanele, limanul Șagani este separat de Marea Neagră printr-un grind de nisip (rusește kosa), tăiat de o "portiță" (rusește buhta). El comunică cu Limanul Alibei (aflat în partea de est). 
Ca urmare a schimbului continuu de apă cu Marea Neagră, salinitatea sa este aceeași cu cea a mării (circa 18 ‰). 

## Flora și fauna
Aflat în lunca Dunării, în apropiere de Delta Dunării, limanul Șagani dispune de o bogată vegetație acvatică. Pe malurile lacului își fac cuiburi păsările migratoare, care vin aici pentru reproducere și năpârlire. 
În limanul Șagani viețuiesc mai mult de 20 de specii de pești, cea mai mare parte a acestora fiind pești marini. Dintre speciile de pești care sunt pescuite de întreprinderile piscicole se numără chefalul. 